# Ácido 3-hidroxibenzenossulfônico
Ácido 3-hidroxibenzenossulfônico é o composto orgânico de fórmula química C6H6O4S. É classificado com o número CAS 585-38-6.
É um dos três isômeros ácido hidroxibenzenossulfônico.